# Minicopa del Rey
La Minicopa del Rey (Minicopa Endesa por motivos de patrocinio), es un torneo nacional de categoría infantil, organizado anualmente en España por la Asociación de Clubes de Baloncesto (ACB) y que disputan desde su creación en la temporada 2003/04, ocho de los mejores clubes del país.
Actualmente se disputa a través de eliminatorias a partido único entre los ocho equipos clasificados (denominada como final a ocho), siendo éstos los seis equipos que logren su clasificación en un torneo previo, junto con el mejor conjunto de la ciudad anfitriona y el vigente campeón. Si la localidad designada a tal efecto, no tuviera representante en la máxima división de la liga nacional, entonces su lugar lo ocuparía otro de los conjuntos del torneo clasificatorio.
Es considerada como una de las más prestigiosas competiciones de formación del baloncesto español, en la que han jugado algunos de los jugadores que posteriormente integraron la máxima competición española de la Liga ACB.
El primer vencedor de la competición fue el Club Joventut de Badalona, mientras que el equipo más laureado, con nueve títulos, es el Real Madrid Baloncesto. Le sigue en el palmarés el Fútbol Club Barcelona con ocho títulos.

## Historia
La primera edición de la Mini Copa del Rey tuvo lugar en Sevilla en el año 2004, al ser Andalucía y sus consejerías y federaciones parte de las promotoras. Celebrada bajo iguales condiciones que la competición matriz profesional, reunió a los ocho equipos infantiles de los equipos clasificados a dicha edición. A partir de entonces se establecieron diferentes criterios de selección de participantes hasta el de una fase previa, vigente en la actualidad y desde 2015, y en donde el equipo anfitrión y el campeón vigente obtienen plaza directa. Divididos los equipos en dos grupos de cuatro equipos cada uno, los mejores clasificados disputan la fase final por el título.
Tras un progreso para su organización que venía de años atrás, finalmente esa primera edición del torneo se disputó paralelamente al torneo de Copa profesional de 2004. Club Baloncesto Estudiantes, Club Baloncesto Sevilla, Bàsquet Manresa, Fútbol Club Barcelona, Saski Baskonia, Club Joventut de Badalona, Valencia Basket Club y Real Madrid Baloncesto, fueron los primeros participantes, siendo la sede el Palacio de Deportes San Pablo. En ella hubo un jugador que hoy en día se puede considerar uno de los más importantes del baloncesto español, el barcelonés Ricky Rubio, quien se proclamó MVP del torneo tras vencer con el Club Joventut de Badalona por 88-53 al Fútbol Club Barcelona, y acumular 20.8 puntos y 31.3 puntos de valoración por partido. Posteriormente fue el debutante más joven en Liga ACB con 14 años, 11 meses y 24 días, y años después fue elegido como número 5 en el draft de la NBA de 2009, donde juega desde entonces.
En la siguiente edición fue el Fútbol Club Barcelona quien se alzó por 59-49 con el título al derrotar al Real Madrid Baloncesto, quien accedía por primera vez a la final. El brasileño Rafael Barbosa fue el jugador más destacado de un equipo que se alzó con el campeonato también en las siguientes tres ediciones para instaurar la mejor racha del torneo en cuatro títulos consecutivos proclamando a la cantera barcelonista, al igual que el primer equipo, como el más reconocido en la época del panorama nacional. La racha fue cortada por el Joventut de Badalona, y tras defender el título dos veces más para un total de tres títulos consecutivos igualó como equipo más laureado a los barcelonistas. Hasta el momento, y en ocho ediciones del campeonato únicamente dos equipos fueron capaces de proclamarse vencedores, y únicamente el Real Madrid y el Valencia Basket Club lograron acceder a la final.
Hubo que esperar hasta la edición de 2013, a la que nuevamente el F. C. Barcelona accedía como campeón y dominador de la competición, para ver un vencedor diferente en el palmarés. Fue el Real Madrid, quien liderado por el joven esloveno Luka Dončić, derrotó a los vigentes campeones por 71-47, y en donde despuntaba el barcelonés Sergi Martínez. El jugador balcánico fue considerado junto a Ricky Rubio como uno de los más destacados de la historia del torneo, siendo en ocasiones comparadas sus trayectorias por precocidad, firmando unos balances de 24.3 puntos, 12 rebotes, 4.3 asistencias, 6.3 robos y 40.3 de valoración por partido. Cabe destacar que en dicho torneo destacó también ele serbio Andrija Marjanovic, considerado de igual manera como una de las mejores jóvenes promesas en el ámbito español. Actualmente el club más laureado, habiendo conseguido ocho campeonatos, siete de ellos consecutivos, es el Real Madrid Baloncesto.
Mención especial merece una singularidad, como es la de que los equipos puedan reforzarse temporalmente con jugadores procedentes de otros clubes para la disputa del torneo. Así, jugadores como el citado Dončić —perteneciente en la época al Košarkarski klub Union Olimpija—, el gallego Jonathan Barreiro —quien disputó la Minicopa con el Joventut de Badalona y el F. C. Barcelona siendo jugador del Club Baloncesto Sant-Yago—, por citar algunos, fueron invitados al torneo pese a pertenecer a otras entidades.
En la edición de 2023, la final de la Minicopa batió el récord de público al alcanzar los 8.630 espectadores presenciando la final en el Pabellón Olímpico de Badalona. Asimismo, el jugador del Real Madrid Mahamadou Landoure firmó en dicho partido una actuación de récord al anotar 56 puntos, capturar 33 rebotes y realizar 5 tapones para un total de 82 créditos de valoración.

## Historial
A lo largo del torneo únicamente tres equipos han conseguido proclamarse vencedores, sumándose tres para un total de seis los que han tenido presencia en alguna final. Entre ellos destacan los infantiles del Real Madrid Baloncesto al haber conseguido nueve títulos. Le siguen los del F. C. Barcelona, con un total de ocho títulos, y tras éste se sitúa el Joventut de Badalona con cuatro títulos.
| Edición | Temporada | Campeón                    | Res.   | Subcampeón                 | Nota(s)                                     | MVP                   |
| ------- | --------- | -------------------------- | ------ | -------------------------- | ------------------------------------------- | --------------------- |
| I       | 2004      | Joventut de Badalona       | 88–53  | F. C. Barcelona            |                                             | Ricky Rubio           |
| II      | 2005      | F. C. Barcelona            | 59–49  | Real Madrid                |                                             | Rafael Barbosa        |
| III     | 2006      | F. C. Barcelona            | 70–63  | Valencia B. C. (1.º)       |                                             | Michel Acosta         |
| IV      | 2007      | F. C. Barcelona            | 72–67  | Real Madrid                |                                             | Daniel Martínez       |
| V       | 2008      | F. C. Barcelona            | 66–45  | Joventut de Badalona       |                                             | Gerard Colomé         |
| VI      | 2009      | Joventut de Badalona       | 82–50  | F. C. Barcelona            |                                             | Agustí Sans           |
| VII     | 2010      | Joventut de Badalona       | 76–74  | F. C. Barcelona            |                                             | Marc Bauzá            |
| VIII    | 2011      | Joventut de Badalona (4.º) | 84–77  | F. C. Barcelona            |                                             | Albert Real           |
| IX      | 2012      | F. C. Barcelona            | 83–78  | Real Madrid                |                                             | Pol Vives             |
| X       | 2013      | Real Madrid                | 71–47  | F. C. Barcelona            |                                             | Luka Dončić           |
| XI      | 2014      | Real Madrid                | 77–74  | C. B. Málaga               |                                             | Tomas Balciunas       |
| XII     | 2015      | Real Madrid                | 83–60  | C. B. Málaga               | Se instaura la fase previa de clasificación | Kareem Queeley        |
| XIII    | 2016      | Real Madrid                | 102–50 | Joventut de Badalona (2.º) |                                             | Usman Garuba          |
| XIV     | 2017      | Real Madrid                | 85–64  | C. B. Málaga (3.º)         |                                             | Konstantin Kostadinov |
| XV      | 2018      | Real Madrid                | 83–73  | C. B. Canarias             |                                             | Juan Núñez            |
| XVI     | 2019      | Real Madrid                | 80–68  | C. B. Canarias             | Récord de campeonatos consecutivos          | Kaya Mutambirwa       |
| XVII    | 2020      | F. C. Barcelona            | 67–65  | Real Madrid                |                                             | Ousmane Alpha         |
| XVIII   | 2022      | Real Madrid                | 73-66  | C. B. Canarias (3.º)       |                                             | Felipe Quiñones       |
| XIX     | 2023      | Real Madrid (9.º)          | 84-74  | F. C. Barcelona (6.º)      |                                             | Mahamadou Landoure    |
| XX      | 2024      | F. C. Barcelona            | 89-78  | Real Madrid                |                                             | Mohamed Dabone        |
| XXI     | 2025      | F. C. Barcelona (8.º)      | 86-71  | Real Madrid (6.º)          | Récord de finales consecutivas              | Cheick Bamba Gaye     |

### Palmarés
| Equipo               | Finales | Títulos | Último campeonato | Subcampeonatos | Último subcampeonato |
| -------------------- | ------- | ------- | ----------------- | -------------- | -------------------- |
| Real Madrid          | 15      | 9       | 2023              | 6              | 2025                 |
| F. C. Barcelona      | 14      | 8       | 2025              | 6              | 2023                 |
| Joventut de Badalona | 6       | 4       | 2011              | 2              | 2016                 |
| C. B. Málaga         | 3       | –       |                   | 3              | 2017                 |
| C. B. Canarias       | 3       | –       |                   | 3              | 2022                 |
| Valencia B. C.       | 1       | –       |                   | 1              | 2006                 |